# Airbus A320
Airbus A320 é uma família de aeronaves de fuselagem estreita bimotoras turbofan, desenvolvidas e fabricadas pela Airbus. São oferecidas pela fabricante as variantes A318, A319, A320 e A321, além a gama de aeronaves executivas. A montagem final dos aviões é feita em Toulouse, na França, e Hamburgo, na Alemanha. Desde 2009, uma fábrica em Tianjin, na China, também participa da produção de aeronaves para companhias aéreas chinesas, e desde 2016, uma fábrica em Mobile, no Alabama, participa da produção de aeronaves para companhias aéreas norte-americanas. A aeronave pode acomodar até 220 passageiros e tem um alcance de 3 100 até 12 000 quilômetros (1 700 a 6 500 milhas náuticas).
O protótipo foi apresentado ao público em março de 1984. O primeiro voo ocorreu em 22 de fevereiro de 1987, com a primeira entrega em março de 1988. A família foi ampliada, tendo a inclusão da variante A321 (primeira entrega em 1994), A319 (1996) e A318 (2003). O A320 foi a primeira aeronave comercial do mundo a utilizar o sistema de controle de voo fly-by-wire, bem como o uso de side-sticks.
Em dezembro de 2010, a Airbus anunciou uma nova geração do A320, o Airbus A320neo, que oferece uma escolha de motores entre o CFM International LEAP-X ou o Pratt & Whitney PW1100G, combinado com melhorias de estruturas e adição de winglets, chamado de sharklets pela Airbus. A aeronave tem uma economia de combustível de até 15%. Em maio de 2015, um total de 3 600 aeronaves A320neo tinham sido encomendadas por 70 companhias aéreas, tornando-o o avião comercial mais rapidamente vendido. O primeiro A320neo entrou em serviço pela Qatar Airways, em 2015.
Em janeiro de 2017, um total de 7 442 aeronaves já haviam sido entregues, das quais 7 122 estavam em serviço, com 5 625 aeronaves encomendadas. É a família de aeronaves comerciais mais vendida do mundo, de acordo com registros de 2005 a 2007. A aeronave se consagrou entre as companhias de baixo custo, como a EasyJet, que adquiriu esta aeronave para substituir sua frota de Boeing 737. A American Airlines é a maior operadora deste modelo, operando 337 aeronaves. A família de aeronaves concorre diretamente com o Boeing 737 e já competiu com o Boeing 717, Boeing 757, McDonnell Douglas MD-80 e o McDonnell Douglas MD-90

## Variantes

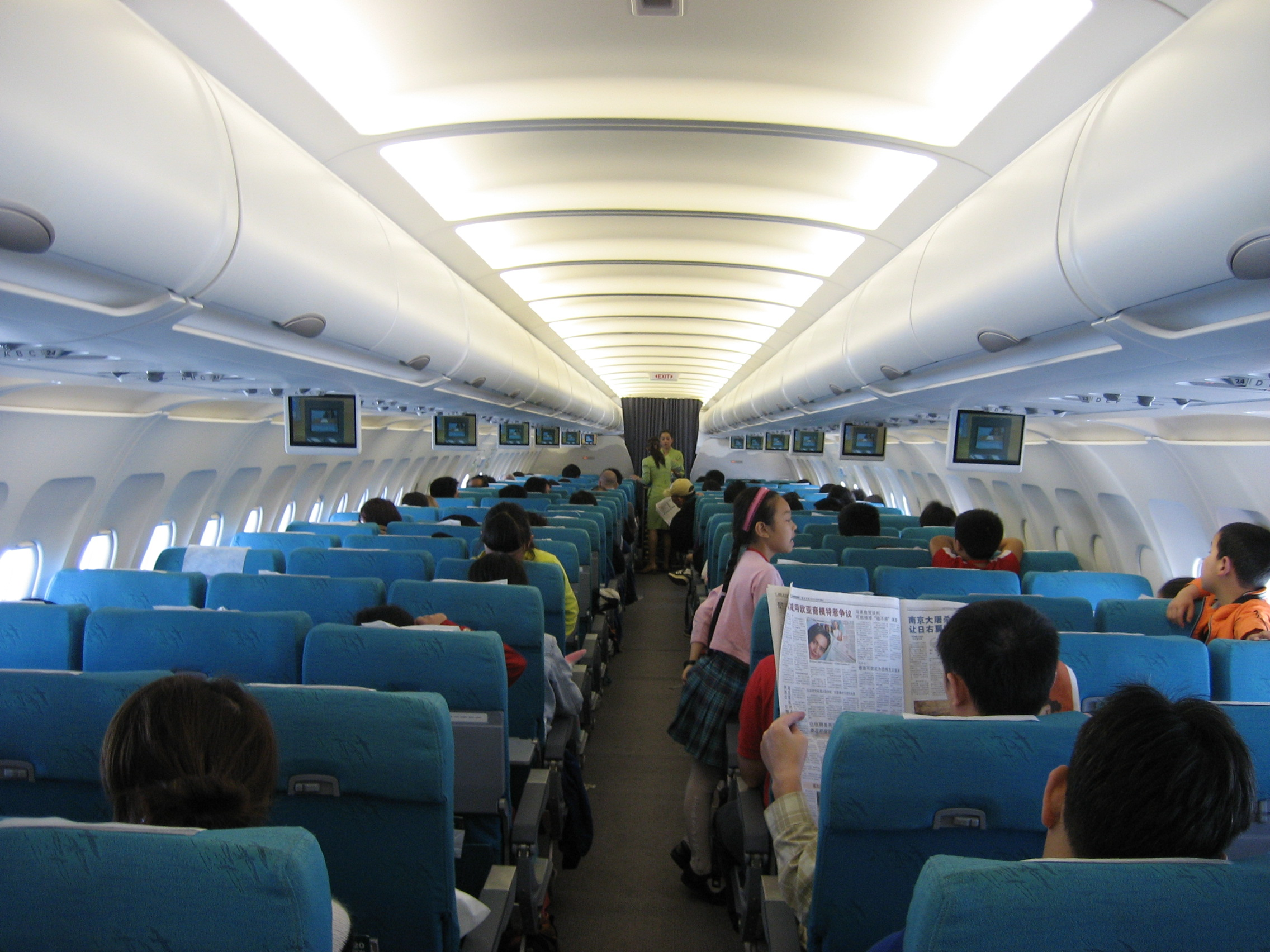
Interior de um A320 na configuração 3-3.

A família Airbus A320 possui quatro variantes, todas com base no A320, sendo algumas mais curtas, como o A319/A318, e mais alongadas como o A321. A capacidade de passageiros desta família, varia entre 100 a 200 passageiros.

### A320

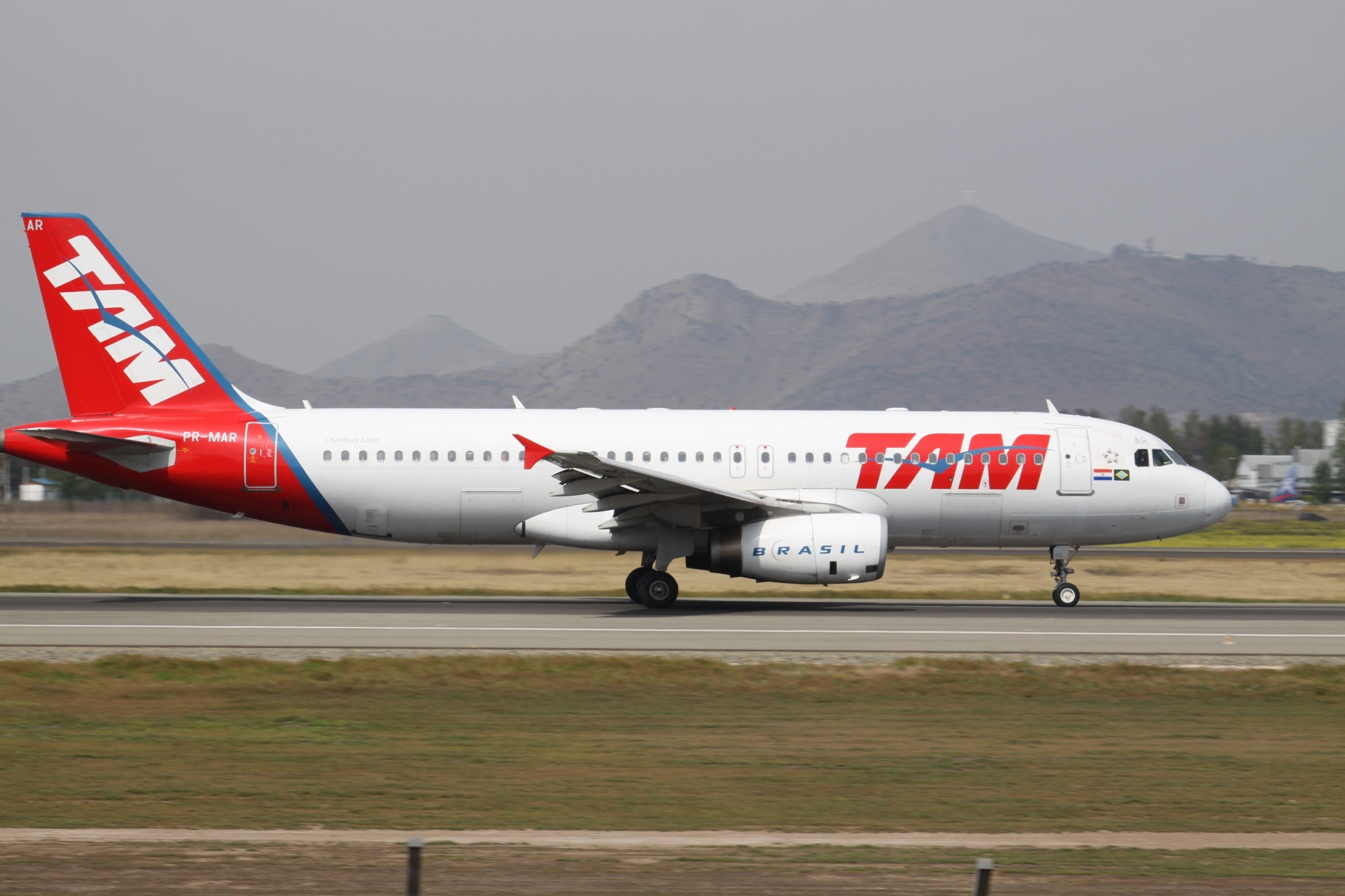
A320 da LATAM Airlines Brasil.

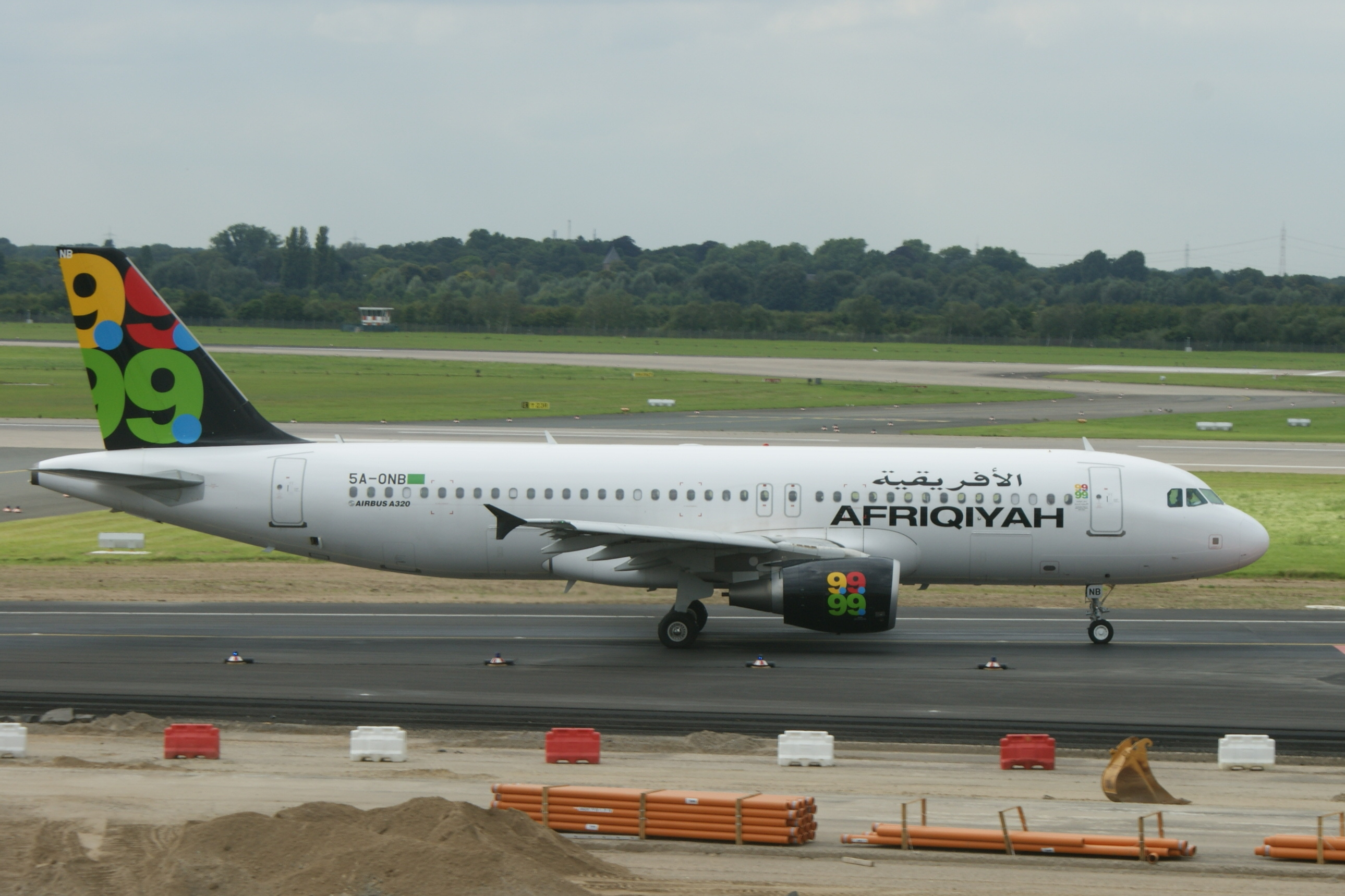
A320 da Afriqiyah Airways

O A320 possui duas variantes: o A320-100 e o A320-200. O A320-100 é a versão de menor sucesso, facto pelo qual apenas 21 A320-100 foram construídos. Estas aeronaves, as primeiras a serem construídas, foram entregues a Air Inter, que posteriormente foi adquirida pela Air France, British Airways (resultado de uma encomenda da British Caledonian Airways feita antes da aquisição pela British Airways) e Air France. As características do A320-200 são a maior capacidade de combustível e maior alcance, comparado à versão -100. Os últimos cinco A320-100, operados pela British Airways, foram utilizado até o final de 2007.
O alcance com 150 passageiros para o A320-200 é de 5 400 km (2 900 mn). É equipado por 2 turbofans CFMI CFM56-5 ou IAE V2500 com empuxo entre 25 500 a 27 000 libras de força (113 kN a 120 kN).
Concorrentes e aeronaves comparáveis
O único concorrente é o Boeing 737-800.
Operadores brasileiros
O A320 no Brasil é utilizado pela LATAM Airlines Brasil, Azul Linhas Aéreas e pela Itapemirim Linhas Aéreas.
| Companhia      | Quantidade           |
| -------------- | -------------------- |
|                | 96 + 24 encomendas   |
| Avianca Brasil | 25                   |
|                | 24 + 28 encomendadas |
| TOTAL          | 194                  |

Operadores portugueses
Estas são as companhias aéreas portuguesas que incluem o A320 na sua frota:
| Companhia          | Quantidade |
| ------------------ | ---------- |
|                    | 20         |
| SATA Internacional | 4          |
| HiFly              | 1          |
| MasterJet          | 1          |
| TOTAL              | 26         |

### A319

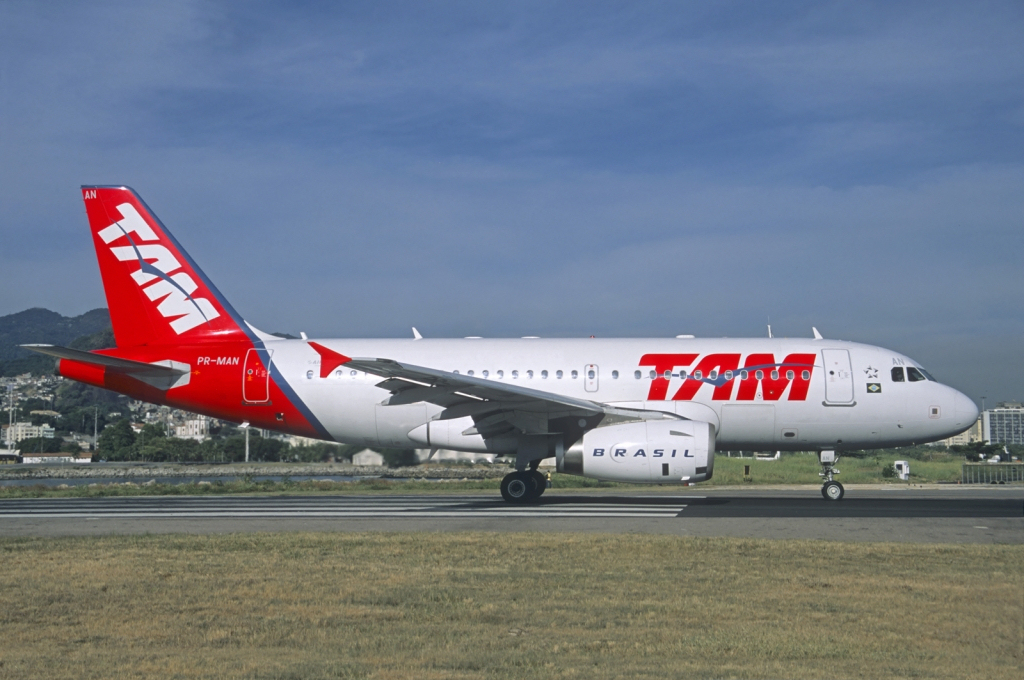
A319 da LATAM Airlines Brasil.

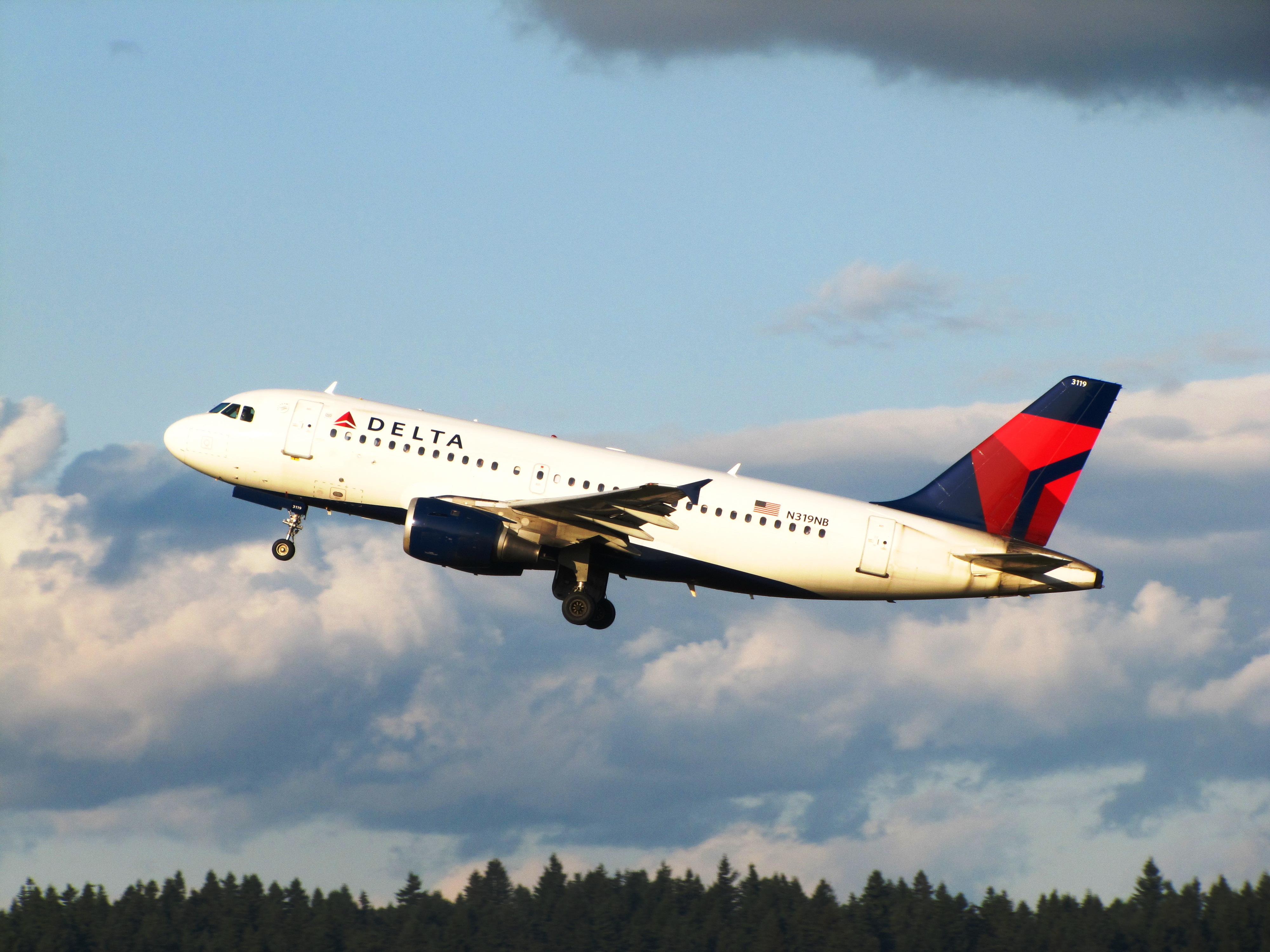
A319 da Delta Air Lines.

Esta é uma versão encurtada do A320. Com a mesma capacidade de carregar combustível como o A320-200, e menos passageiros, o alcance com 124 passageiros em duas classes é de 7 200 km (3 900 mn), o maior alcance da família. O A320 e o A319, são as versões mais populares da família A320. Em 2003, a easyJet encomendou aeronaves A319 com o compartimento das refeições encurtado (já que a empresa não serve comida em seus voos) e 156 assentos em classe única. para seguir regras de segurança como no caso de evacuações, saídas de emergência a mais foram adicionadas.
A maior encomenda da easyJet com 120 pedidos mais 120 opções, colocou a empresa entre uma das maiores  vendas de aeronaves dos últimos tempos, com somente a rival Ryanair e os Boeing 737.
É motorizado com os mesmos motores do A320. Com o certificado JAA, entrou em serviço em 1996 com a Swissair.
Concorrentes e aeronaves comparáveis
Os concorrentes são Boeing 737-700 e Embraer 195.

#### A319CJ

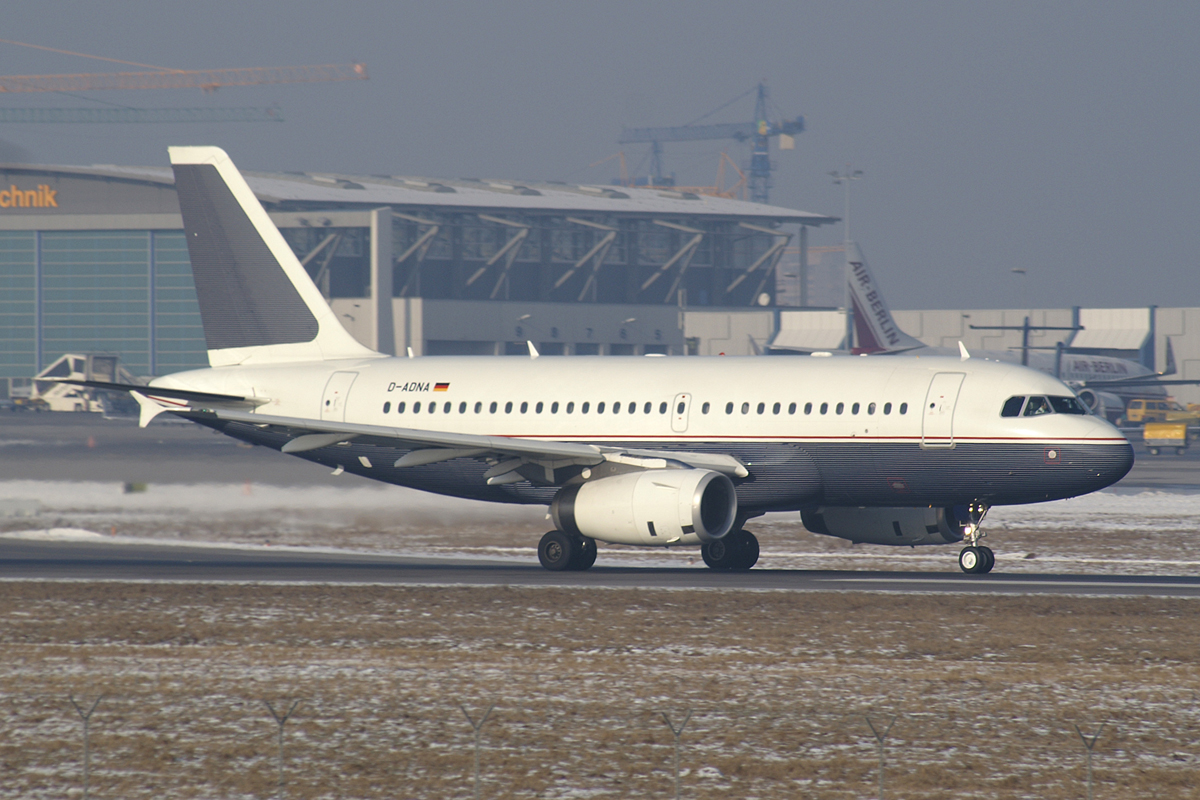
A319 Corporate Jetliner.

Este é conhecido como uma versão executiva do A319. Possui tanques de combustível extras instalados no compartimento de carga dando um alcance de 12 000 km (6 500 mn). Se caso houver uma revenda da aeronave, ela pode ser reconfigurada como um A319, se removidos os tanques extras, assim maximizando o valor da revenda. Ele também é conhecido como ACJ ou Airbus Corporate Jet.
O A319CJ é usado desde 2003, como aeronave presidencial do Brasil, Venezuela, Tailândia, República Checa, e Malasia.
A aeronave tem capacidade de transportar 36 passageiros, mas pode ser equipado de acordo com a vontade dos compradores. É motorizado com os mesmos motores do A320.
Concorrentes e aeronaves comparáveis
O concorrente é o Embraer Lineage 1000

#### A319LR

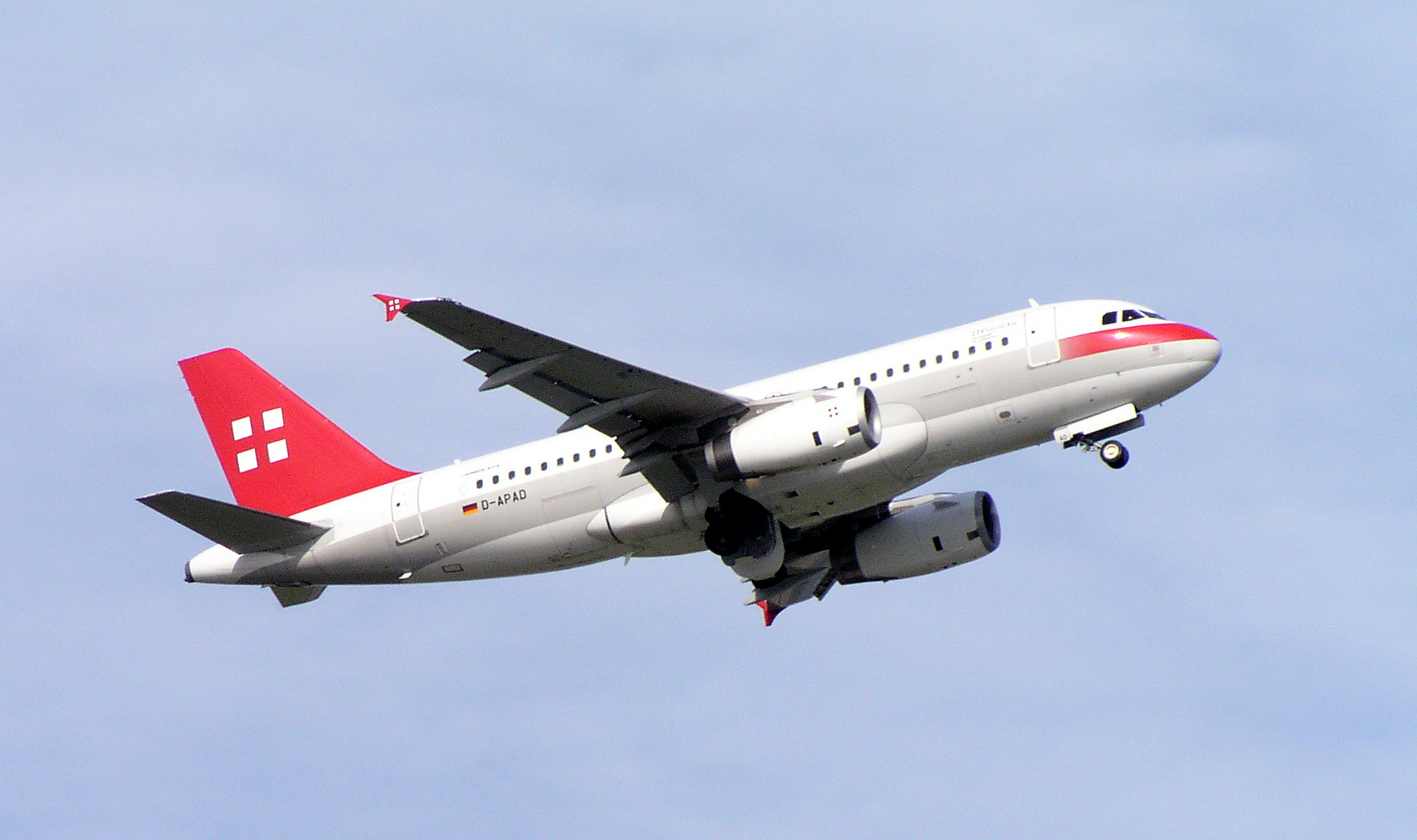
Airbus A319-100LR da PrivatAir.

O A319LR é uma versão padrão do A319 que incorpora algumas características e os tanques extras de combustível do A319CJ. A Airbus oferece algumas sugestões de desenhos de interiores, embora muitas compradores os operam em padrão de classe executiva com 48 assentos, especificamente feitos por encomenda para classes executivas e rotas intercontinentais. O A319LR, comparado com o A319CJ, possuiu quatro tanques auxiliares em vez de seis. O alcance é de 8 300 km (4 500 mn).
A Lufthansa e a Air France operam serviços executivos entre a Europa e os EUA usando uma frota de A319 operados pela French Aero Services e a Swiss PrivatAir. De qualquer modo, a Qatar Airways utiliza seus A319LR com 110 assentos. A Air France opera o A319LR em um esquema de densidade reduzida  para o Oriente Médio e a Ásia Central.
Concorrentes e aeronaves comparáveis
O concorrente mais próximo é o Boeing 737-700ER com alcance máximo de 10 200 km (5 510 mn).
Operadores brasileiros
O A319 no Brasil é utilizado pela LATAM Airlines Brasil e Avianca Brasil.
| Companhia             | Quantidade |
| --------------------- | ---------- |
| LATAM Airlines Brasil | 26         |
| Avianca Brasil        | 04         |
| TOTAL                 | 30         |

Operadores portugueses
Companhias portuguesas que usam o A319:
| Companhia    | Quantidade |
| ------------ | ---------- |
| TAP Portugal | 22         |
| White        | 3          |
| Omni         | 1          |
| TOTAL        | 26         |

### A318

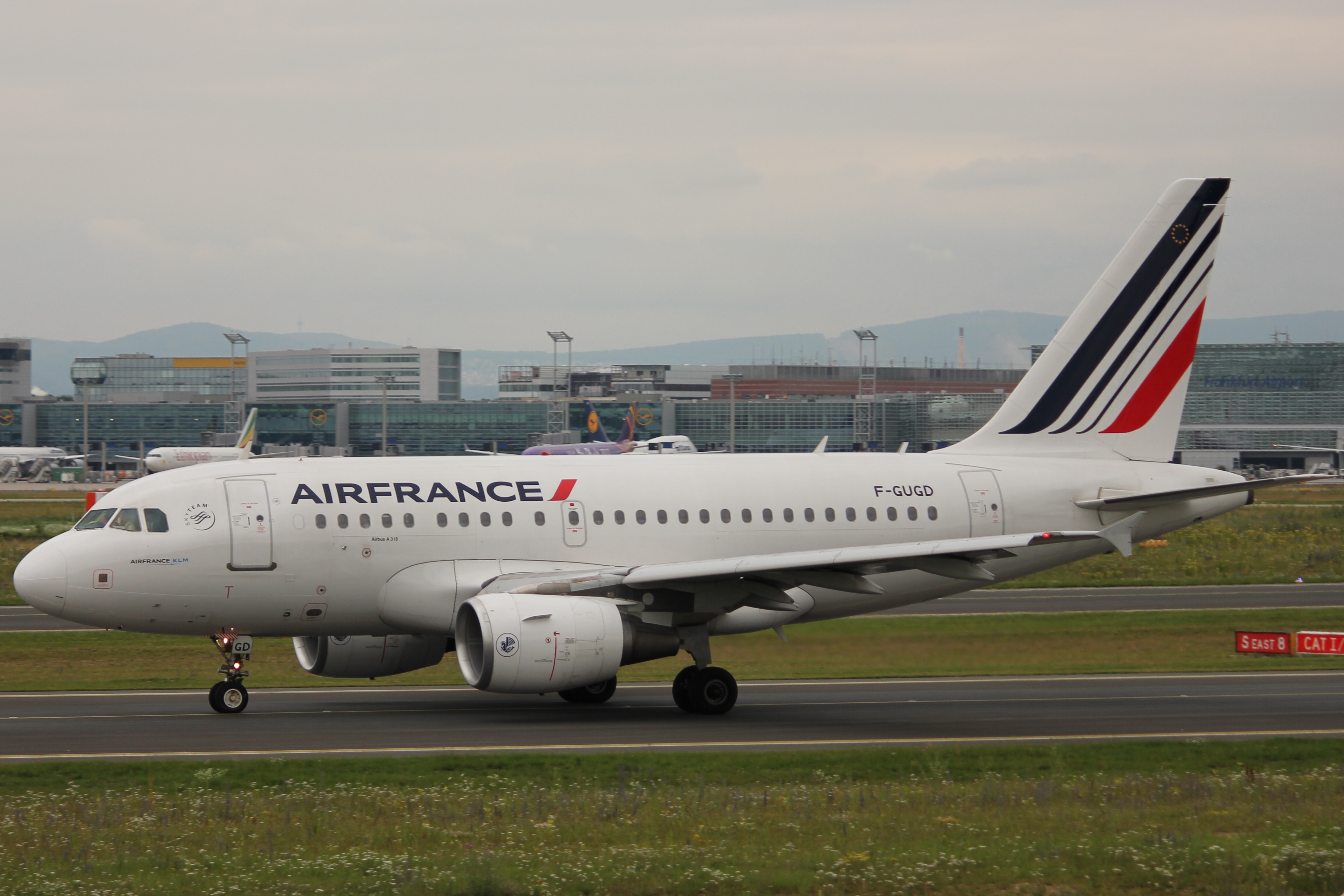
A318 da Air France.

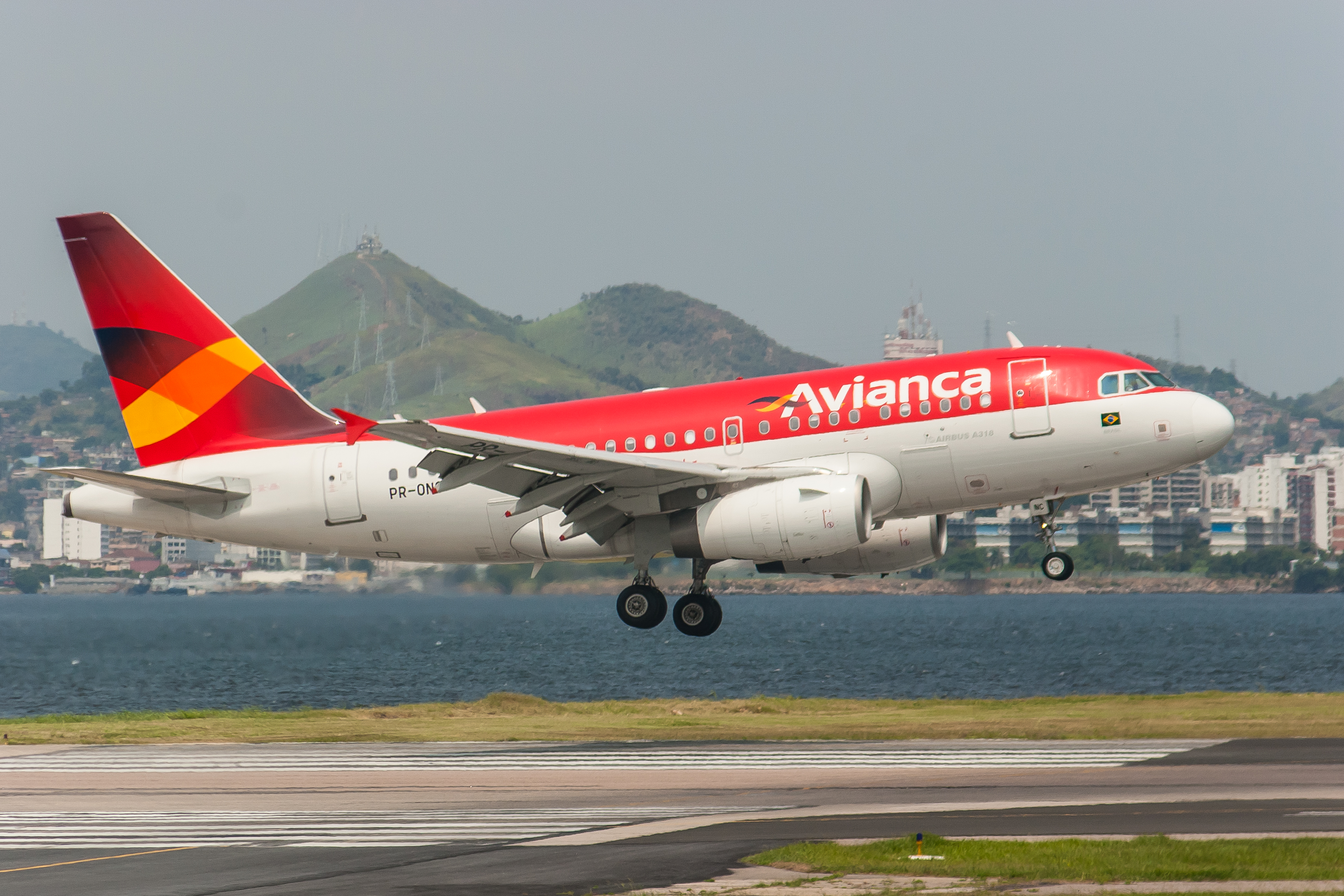
A318 da Avianca Brasil.

O A318, também conhecido como "Mini-Airbus" ou "baby bus", é o menor membro da família A320. Durante o desenvolvimento, era conhecido como o "A319M3," assim indicando que era um derivado do A319. "M3" significa "menos três frames da fuselagem". A aeronave é seis metros mais curta e tem menos 14 toneladas do que o A320. Para compensar a redução da fuselagem, ele tem o estabilizador vertical cerca de 80 centímetros maior do que as outras variantes do A320. Pilotos que são habilitados  para pilotar outras variantes do A320, não necessitam de ter mais certificações para a utilização do equipamento, uma vez que apresenta o mesmo tipo de configurações dos seus outros membros da família.
O A318 tem capacidade de carregar 109 passageiros em duas classes. No começo do desenvolvimento, foi planejado um avião para substituir as primeiras gerações do Boeing 737 e do Douglas DC-9, embora também seja rival do 737-600. A Boeing também oferece o 717 deles como rival, embora este tenha sido projetado para rotas regionais, e não tenha o mesmo alcance do A318.
O A318 é está disponível para diferentes (MTOW) variando de 59 toneladas, 2 750 km (1 500 mn) para um modelo de 68 toneladas, 6 000 km (3 240 mn). O menor MTOW lhe permite operar rotas regionais diminuindo o alcance e um maior MTOW permite complementar outros membros da família A320 em determinadas rotas. Com um peso menor, permite ao A318 um alcance superior a 10% se comparado com um A320, permitindo servir algumas rotas que o A320 é incapaz de operar: Londres-Tel Aviv e Cingapura-Toquio, por exemplo. Seu principal uso para as companhias aéreas, no entanto, é para rotas de baixa densidade entre cidades médias.
Durante o desenvolvimento, houve diversos problemas. O primeiro foi a queda da demanda por aeronaves decorrente dos ataques de 11 de setembro. Outro foi que o novo motor Pratt & Whitney, queimava mais combustível do que se esperava: pelo tempo de serviço, o CFMI tinha mais fama entre as empresas aéreas, muitos consumidores do A318 já haviam cancelado as encomendas, incluindo a Air China e a British Airways. A America West Airlines, que havia selecionado os motores Pratt & Whitney, alterou seus pedidos de A318, para A319 ou A320. A Trans World Airlines, cancelou um número significante de encomendas, cerca de 50 pedidos, depois da aquisição da empresa feita pela American Airlines, a qual não opera nenhuma aeronave da família A320 (embora nem a própria TWA operasse antes da encomenda). A Airbus desejava fazer propaganda do A318 como aeronave alternativa em rotas regionais, mas leis nos EUA e Europa mantiveram o avião na categoria de aviões de grande porte, o que afugentou clientes por causa dos cálculos das taxas de pouso e decolagem similares a grandes aviões.
Ele é equipado com dois turbofans CFM56-5 ou Pratt & Whitney PW6000 com empuxo entre 21 600 a 23 800 lb (10,800 kg) (96 a 106 kN). As empresas lançadoras do modelo foram a Frontier Airlines e a Air France receberam suas aeronaves em 2003, com a Frontier recebendo seus modelos em Julho daquele ano. O preço do A318 alcança de $ 39 a $ 45 milhões de dólares, e os custos de operação giram em torno de $ 3 000 dólares para um voo de 926 km (500 mn)
Enquanto era desenvolvido, o A318 recebeu algumas características que não estão presentes em outros membros da família A320. Alguns detalhes são encontrados até mesmo no A380. Estas melhorias incluem:
- Um monitor de LCD com toque na tela, para os comissários de bordo, para simplificar o acesso ao ambiente e controles de comunicação;
- Novas luzes na cabine, como luzes LEDs, em lugar de lâmpadas fluorescentes;
- O uso de soldas a laser na construção, evitando a necessidade do uso de rebites, e tornando o processo mais rápido.

Concorrentes e aeronaves comparáveis
Os concorrentes são o Boeing 737-600 e Embraer 190, podendo ser comparado ao Fokker 100.

#### A318 Elite
Em 10 de novembro de 2005, a Airbus anunciou o A318 elite. O Airbus A318 Elite visa o mercado que necessita uma aeronave executiva com alcance de 7 400 km (5 000 mn), e capacidade para transportar de 14 a 18 passageiros. Seus motores são os CFM.
Operador brasileiro
O A318 no Brasil é utilizado pela Avianca Brasil
| Companhia      | Quantidade |
| -------------- | ---------- |
| Avianca Brasil | 2          |
| TOTAL          | 2          |

### A321

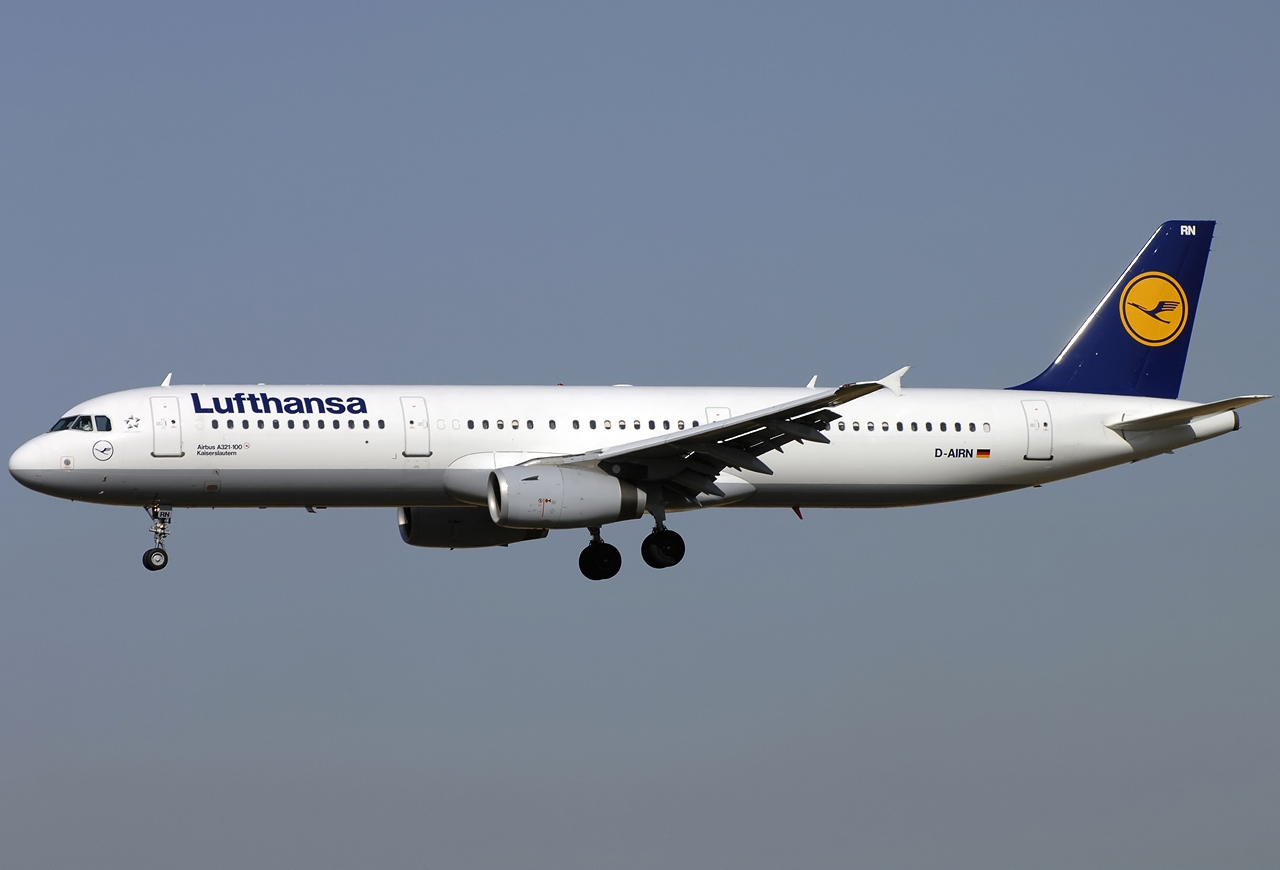
A321 da Lufthansa.

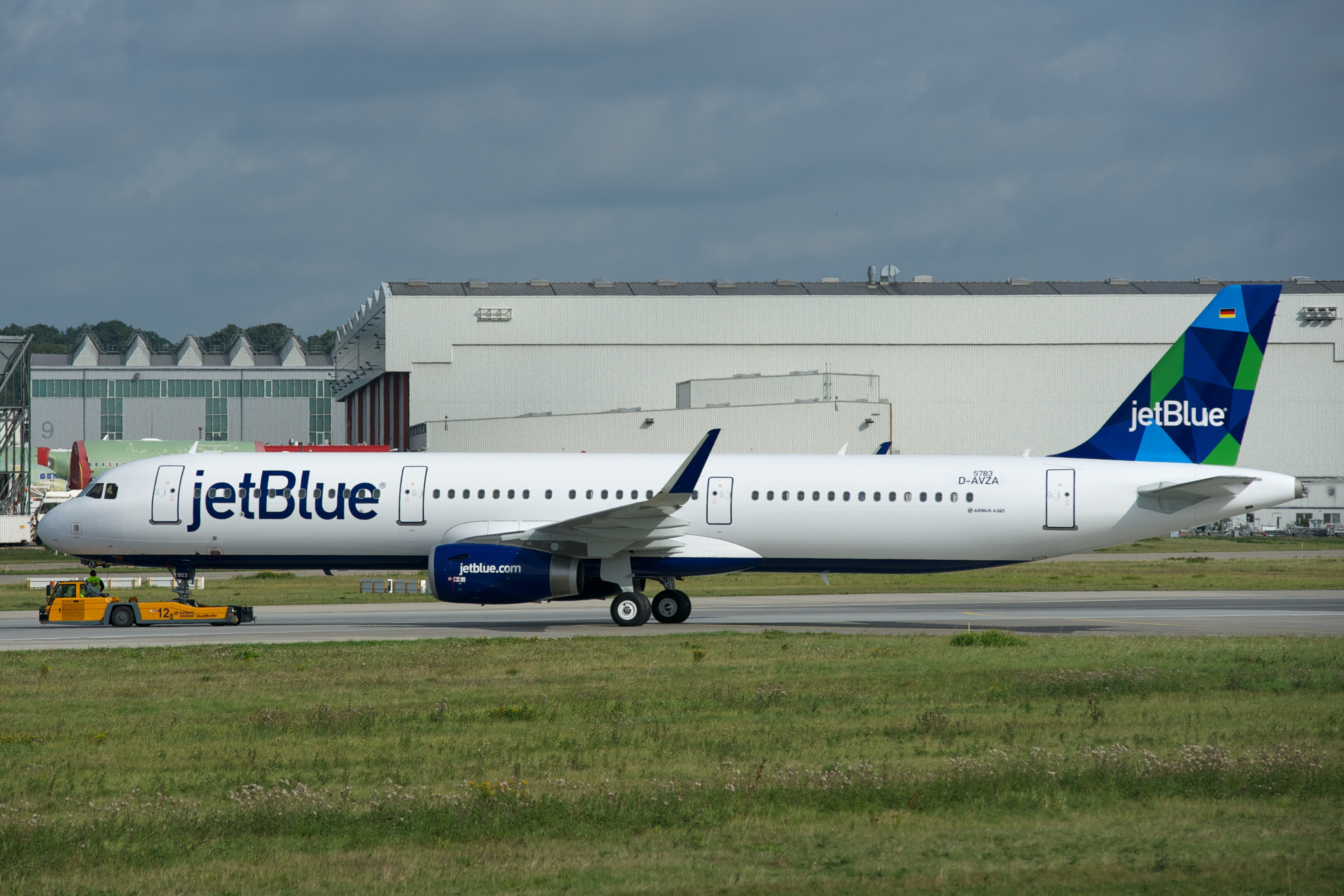
Airbus A321 da JetBlue Airways, com sharklets.

Esta é uma versão alongada do A320, com mínimas mudanças. A área das asas é um pouco maior e incluí flaps double-slotted. O trem de pouso foi reforçado e versões mais potentes dos motores CFM56 e do V2500 são usados. O concorrente mais próximo do A321 é o 737-900/-900ER e o 757-200. O modelo obteve certificação em dezembro de 1993 pela JAA. Mas com peso menor do que o 757, e com menor queima de combustível por causa dos motores menores, acaba sendo mais barato de operar do que o 757.
O alcance com 186 passageiros para o A321-100 é de 4 260 km (2 300 mn). É motorizado com dois motores  CFM56-5 ou IAE V2531 com empuxo de 31 000 libras de força.
O A321-200 tem capacidade extra de carregar combustível trazendo alcance com 196 passageiros de 5 600 km (3 000 mn). O A321-200 é motorizado com dois motores CFM56-5 ou IAE V2533 com empuxo de 33 000 libras.
Concorrentes e aeronaves comparáveis
O concorrente é o Boeing 737-900 e Boeing 737-900ER, e pode ser comparado ao Boeing 757
Substituto do Boeing 757
O Airbus A321 e sua nova versão, A321neo, principalmente, foram consideradas as melhores aeronaves para substituir o Boeing 757, devido ao tamanho, capacidade de carga e alcance semelhantes. Atualmente, diversas companhias que operam o 757 escolheram o A321 como substituição à antiga aeronave, principalmente as companhias norte-americanas.
Operador brasileiro
O A321 no Brasil é utilizado pela LATAM Airlines Brasil.
| Companhia             | Quantidade         |
| --------------------- | ------------------ |
| LATAM Airlines Brasil | 26 + 24 encomendas |
| TOTAL                 | 12                 |

Operadores em Portugal
O A321 em Portugal é apenas utilizado pela TAP Portugal.
| Companhia          | Quantidade |
| ------------------ | ---------- |
| TAP                | 3          |
| SATA Internacional | 3          |
| HiFly              | 1          |
| TOTAL              | 4          |

## Encomendas e Entregas
|       | Pedidos | Pedidos   | Entregas | Entregas | Entregas | Entregas | Entregas | Entregas | Entregas | Entregas | Entregas | Entregas | Entregas | Entregas | Entregas | Entregas | Entregas | Entregas | Entregas | Entregas | Entregas | Entregas | Entregas | Entregas | Entregas | Entregas | Entregas | Entregas | Entregas |
| Tipo  | Total   | Acumulado | Total    | 2013     | 2012     | 2011     | 2010     | 2009     | 2008     | 2007     | 2006     | 2005     | 2004     | 2003     | 2002     | 2001     | 2000     | 1999     | 1998     | 1997     | 1996     | 1995     | 1994     | 1993     | 1992     | 1991     | 1990     | 1989     | 1988     |
| ----- | ------- | --------- | -------- | -------- | -------- | -------- | -------- | -------- | -------- | -------- | -------- | -------- | -------- | -------- | -------- | -------- | -------- | -------- | -------- | -------- | -------- | -------- | -------- | -------- | -------- | -------- | -------- | -------- | -------- |
| A318  | 79      | 0         | 79       | 1        | 2        | 2        | 2        | 6        | 13       | 17       | 8        | 9        | 10       | 9        |          |          |          |          |          |          |          |          |          |          |          |          |          |          |          |
| A319  | 1.521   | 155       | 1.366    | 9        | 38       | 47       | 51       | 88       | 98       | 105      | 137      | 142      | 87       | 72       | 85       | 89       | 112      | 88       | 53       | 47       | 18       |          |          |          |          |          |          |          |          |
| A320  | 6.210   | 2.936     | 3.274    | 82       | 332      | 306      | 297      | 221      | 209      | 194      | 164      | 121      | 101      | 119      | 116      | 119      | 101      | 101      | 80       | 58       | 38       | 34       | 48       | 71       | 111      | 119      | 58       | 58       | 16       |
| A321  | 1.595   | 802       | 797      | 22       | 83       | 66       | 51       | 87       | 66       | 51       | 30       | 17       | 35       | 33       | 35       | 49       | 28       | 33       | 35       | 22       | 16       | 22       | 16       |          |          |          |          |          |          |
| Total | 9.405   | 3.889     | 5.516    | 114      | 455      | 421      | 401      | 402      | 386      | 367      | 339      | 289      | 233      | 233      | 236      | 257      | 241      | 222      | 168      | 127      | 72       | 56       | 64       | 71       | 111      | 119      | 58       | 58       | 16       |

Dados do fim de Março/2013. Atualizado em 5 de Abril de 2013.

## Características
|                                     | A318-100                                               | A319-100                                                         | A320-200                                                         | A321-200                                                         |
| ----------------------------------- | ------------------------------------------------------ | ---------------------------------------------------------------- | ---------------------------------------------------------------- | ---------------------------------------------------------------- |
| Tripulação Técnica                  | 2                                                      | 2                                                                | 2                                                                | 2                                                                |
| Capacidade de Passageiros           | 117 (1-classe) 107 (2-classes)                         | 156 (1-classe) 126 (2-classes)                                   | 180 (1-classe) 156 (2-classes)                                   | 220 (1-classe) 194 (2-classes)                                   |
| Comprimento                         | 31,45 m                                                | 33,84 m                                                          | 37,57 m                                                          | 44,51 m                                                          |
| Envergadura                         | 34,10 m                                                | 34,10 m                                                          | 34,10 m                                                          | 34,10 m                                                          |
| Altura da Cauda                     | 12,56 m                                                | 11,76 m                                                          | 11,76 m                                                          | 11,76 m                                                          |
| Largura da Cabine                   | 3,70 m                                                 | 3,70 m                                                           | 3,70 m                                                           | 3,70 m                                                           |
| Largura da Fuselagem                | 3,95 m                                                 | 3,95 m                                                           | 3,95 m                                                           | 3,95 m                                                           |
| Peso Vazio                          | 39 300 kg                                              | 40 600 kg                                                        | 42 400 kg                                                        | 48 200 kg                                                        |
| MTOW                                | 68 000 kg (149 900 libras)                             | 75 500 kg (166 500 libras)                                       | 77 000 kg (169 000 libras)                                       | 93 500 kg (206 100 libras)                                       |
| Velocidade Cruzeiro                 | .78 Mach                                               | .78 Mach                                                         | .78 Mach                                                         | .78 Mach                                                         |
| Velocidade Máxima de Cruzeiro       | .82 Mach                                               | .82 Mach                                                         | .82 Mach                                                         | .82 Mach                                                         |
| Tamanho Necessário da Pista em MTOW | 1 355 m                                                | 1 950 m                                                          | 2 090 m                                                          | 2 180 m                                                          |
| Alcance Máximo em Carga Máxima      | 5 950 km                                               | 6 800 km                                                         | 5 700 km                                                         | 5 600 km                                                         |
| Capacidade Máxima de Combustível    | 23 860 L                                               | 29 840 L                                                         | 29 680 L                                                         | 29 680 L                                                         |
| Teto de Serviço                     | 39,000 pés                                             | 39,000 pés                                                       | 39,000 pés                                                       | 39,000 pés                                                       |
| Motores                             | 2 × Pratt & Whitney PW6000 2 × CFM International CFM56 | 2 × International Aero Engines V2500 2 × CFM International CFM56 | 2 × International Aero Engines V2500 2 × CFM International CFM56 | 2 × International Aero Engines V2500 2 × CFM International CFM56 |

### Motores

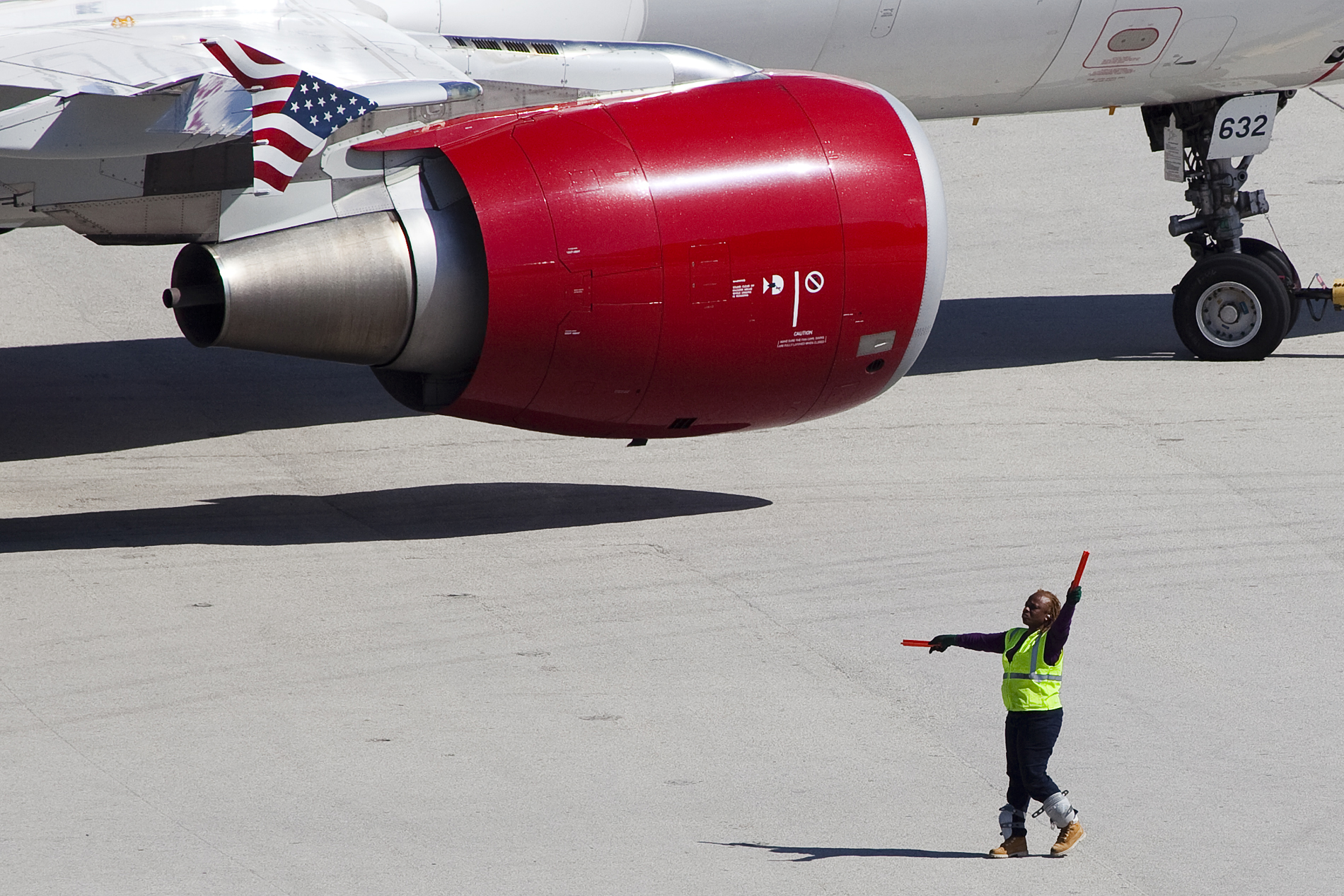
Motor e wingtip fence (Winglet) de um A320-200 da Virgin America.

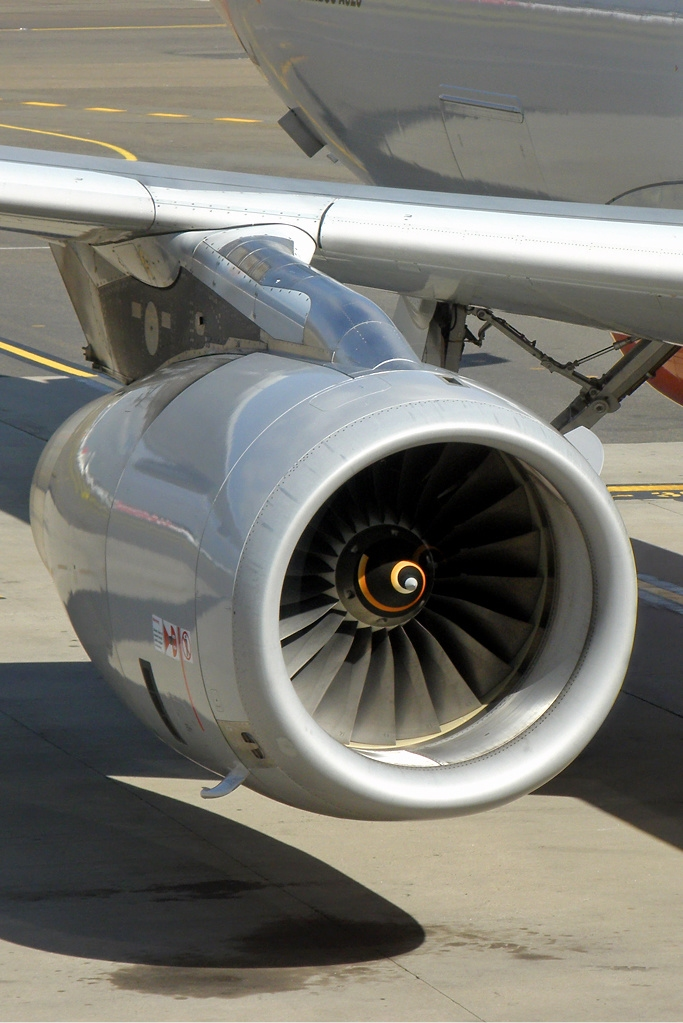
Um dos motores IAE Model V2527-A5 do A320-232.

| Modelo da Aeronave | Data de Certificação | Motores                      |
| ------------------ | -------------------- | ---------------------------- |
| A318-111           | 23 Maio 2003         | CFM56-5B8/P                  |
| A318-112           | 23 Maio 2003         | CFM56-5B9/P                  |
| A318-121           | 21 Dezembro 2005     | PW6122A                      |
| A318-122           | 21 Dezembro 2005     | PW6124A                      |
| A319-111           | 10 Abril 1996        | CFM56-5B5 or 5B5/P           |
| A319-112           | 10 Abril1996         | CFM56-5B6 or 5B6/P or 5B6/2P |
| A319-113           | 31 Maio 1996         | CFM56-5A4 or 5A4/F           |
| A319-114           | 31 Maio 1996         | CFM56-5A5 or 5A5/F           |
| A319-115           | 30 Julho 1999        | CFM56-5B7 or 5B7/P           |
| A319-131           | 18 Dezembro1996      | IAE Model V2522-A5           |
| A319-132           | 18 Dezembro 1996     | IAE Model V2524-A5           |
| A319-133           | 30 Julho 1999        | IAE Model V2527M-A5          |
| A320-111           | 26 Fevereiro 1988    | CFM56-5A1 or 5A1/F           |
| A320-211           | 8 Novembro 1988      | CFM56-5A1 or 5A1/F           |
| A320-212           | 20 November 1990     | CFM56-5A3                    |
| A320-214           | 10 Março 1995        | CFM56-5B4 or 5B4/P or 5B4/2P |
| A320-216           | 14 Junho 2006        | CFM56-5B6                    |
| A320-231           | 20 Abril 1989        | IAE Model V2500-A1           |
| A320-232           | 28 Setembro 1993     | IAE Model V2527-A5           |
| A320-233           | 12 Junho 1996        | IAE Model V2527E-A5          |
| A321-111           | 27 Maio 1995         | CFM56-5B1 or 5B1/P or 5B1/2P |
| A321-112           | 15 Fevereiro 1995    | CFM56-5B2 or 5B2/P           |
| A321-131           | 17 Dezembro 1993     | IAE Model V2530-A5           |
| A321-211           | 20 March 1997        | CFM56-5B3 or 5B3/P or 5B3/2P |
| A321-212           | 31 Agosto 2001       | CFM56-5B1 or 5B1/P or 5B1/2P |
| A321-213           | 31 Agosto 2001       | CFM56-5B2 or 5B2/P           |
| A321-231           | 20 Março 1997        | IAE Model V2533-A5           |
| A321-232           | 31 Agosto 2001       | IAE Model V2530-A5           |

## Principais acidentes
Nos primeiros cinco anos, quatro A320 se acidentaram. Em seguida alguns dos piores acidentes.
- 26 de junho de 1988 - Voo Air France 296
- 14 de fevereiro de 1990 - Indian Airlines - voo 605, modelo A320-231 com 146 pessoas, caiu ao aproximar-se do aeroporto de Bangalore. 88 passageiros e 4 tripulantes morreram.[17]

- 20 de janeiro de 1992 - Air Inter 148 - O Airbus A320 caiu numa encosta de uma montanha deixando apenas cerca de 9 sobreviventes. Os pilotos eram inexperientes, principalmente o copiloto (apenas 61 horas), e tudo isso começou com uma mudança na aproximação para o aeroporto de Estrasburgo, agora na pista 05 com montanhas ao invés da pista 23. O comandante fez um plano: aproximar-se da 23 mas sobrevoá-la e depois dar a volta no manual e pousar na 05. Mas com erro de comunicação do controlador eles entenderam que estavam passando do lugar de virar e bateram na montanha com mais de 3 000 ft. Outra causa foi um pequeno erro de engenharia do A320: A Velocidade Vertical (V/S) de -3 300 fpm era facilmente confundida com o ângulo de plano de voo -3,3 graus, porque -3 300 fpm era abreviado para -33 no visor, e também porque eles eram ajustados no mesmo botão. Mas também um recurso de segurança aumentou AINDA MAIS a decida: este recurso faz com que se o piloto o manda descer, mas ele sobe, o avião começa a descer o dobro do índice normal, e foi o que aconteceu quando uma rajada de vento fez o avião subir a 600 fpm, e depois o recurso ATIVOU. Ele desceu com tudo mas depois diminuiu para -3 300 fpm, e por causa disso, bateram na encosta da montanha a cerca de 20 Km do aeroporto. Depois disso, -3 300 fpm não é mais abreviado, agora todo o número de 4 dígitos é exibido no visor e o problema foi resolvido.

- 14 de setembro de 1993 - Lufthansa - voo 2904 (O co-piloto e um passageiro morreram). O Airbus A320-211 saiu da pista ao aterrissar.
- 23 de agosto de 2000 - Gulf Air - voo 072, modelo A320-212 caiu no Golfo Pérsico ao aproximar-se do aeroporto do Barém. Todos os 143 passageiros morreram.
- 3 de março de 2006 - Armavia - voo 967, modelo A320-211 caiu no Mar Negro na segunda aproximação do aeroporto de Sochi. Todos os 113 passageiros e tripulantes morreram.
- 17 de julho de 2007 - TAM Linhas Aéreas - voo JJ 3054, modelo A320-233 no Aeroporto de Congonhas O Airbus que vinha da cidade de Porto Alegre derrapou da pista 35L/17R (cabeceira 35L) do Aeroporto de Congonhas e logo em seguida se chocou contra o prédio do serviço de cargas da própria TAM, o TAM EXPRESS. Todas as 187 pessoas (180 passageiros e 7 tripulantes) morreram. Mais 12 pessoas que não estavam a bordo do avião também morreram (estavam no prédio no qual o avião colidiu), totalizando 199 mortos. Esse acidente é considerado o pior acidente envolvendo um A320 na história e foi considerado o pior acidente da aviação brasileira e da América Latina, além de ter sido considerado o pior do mundo nos últimos 5 anos, até o desaparecimento do Airbus A330 que servia o Voo Air France 447 Rio-Paris no dia 1 de junho de 2009.
- 30 de maio de 2008 - Um Airbus A320 da TACA derrapa na pista do aeroporto de Tegucigalpa, Honduras, saindo da pista e deixando em torno de cinco mortos, entre eles, a embaixatriz brasileira e o presidente do Banco de Integração da América Central.
- 15 de janeiro de 2009 - Um Airbus A320 de matricula N106US da US Airways aterra de emergência no Rio Hudson em Manhattan, Nova Iorque, logo após ter acabado de levantar voo. O sucedido deveu-se a uma colisão com um bando de aves que afectou ambos os motores. Todos os seus 151 ocupantes escaparam com vida.
- 27 de julho de 2010 - Um Airbus A321 da Air Blue caiu em região montanhosa perto de Islamabad, no Paquistão, sob condições de chuva e pouca visibilidade. A aeronave levava 146 passageiros e 6 tripulantes. Não houve sobreviventes. Ver: Voo Airblue 202.
- 28 de dezembro de 2014 - O avião modelo Airbus A320-200 e prefixo PK-AXC, do voo QZ 8501, da AirAsia caiu no Mar de Java com 155 passageiros e 7 tripulantes uma hora após a decolagem do Aeroporto Internacional de Juanda. Não houve sobreviventes.[18]
- 24 de março de 2015 - Um Airbus A320-200 de matrícula D-AIPX, da empresa alemã Germanwings (Pertencente ao grupo Lufthansa) caiu no sul da França devido a uma ação deliberada da parte do copiloto. A aeronave ia de Barcelona, em Espanha, para Duesseldorf, na Alemanha. O voo 4U9525 viajava com 150 pessoas a bordo (144 passageiros, dois pilotos e quatro tripulantes). Não houve sobreviventes.[19]
- 31 de outubro de 2015 - Um Airbus A321-200 da pequena companhia aérea russa chamada Kogalymavia caiu na área de Hasana no centro de Sinai península do Egito, levando 224 ocupantes (217 passageiros e 7 tripulantes). O voo 9 268 decolou do aeroporto internacional de Sharm el-Sheikh, Egito, com destino a São Petesburgo, na Rússia. O voo desapareceu dos radares 22 minutos após a decolagem e a uma altura de 31 000 pés (9 448,8 metros) quando perdeu velocidade e desceu muito rapidamente. Não houve sobreviventes.
- 19 de maio de 2016 - Um Airbus A320-232 de matricula SU-GCC saiu do aeroporto de Paris, Charles de Gaulle para Aeroporto Internacional do Cairo, operado pela EgyptAir, caiu no mar Mediterrâneo as 02h33 Horário padrão do Egipto (UTC + 2). Um pedido de socorro foi recebido pelo controle de tráfego aéreo, de que sinais de fumaça haviam sidos detectados em um dos banheiros da aeronave e no sistemas de aviônicos  foram transmitidos automaticamente via ACARS pouco antes de o avião desaparecer do radar. A causa do desastre está sob investigação.  Havia 66 pessoas a bordo: 56 passageiros, 7 tripulação, e 3 pessoal de segurança. Nenhum sobrevivente foi encontrado. Os restos do avião foram encontrados no mar Mediterrâneo cerca de 290 km (180 milhas) ao norte de Alexandria. Quase quatro semanas após o acidente, foram identificadas várias áreas com destroços no fundo do mar, e ambos os gravadores de voo foram recuperados em uma operação de busca e recuperação multinacional. Em 29 de junho, as autoridades egípcias anunciaram que os dados recuperados a partir do gravador de dados de voo mostraram indicarão fumaça na aeronave, e que destroços recuperados mostrou "sinais de danos a altas temperatura na fuligem".

- 22 de maio de 2020 - Voo Pakistan International Airlines 8303